# 戴维·雅各布斯
戴维·雅各布斯（英語：David Jacobs，1888年4月30日—1976年6月6日），英国男子田径运动员，主攻短跑。他曾代表英国参加1912年夏季奥林匹克运动会田径比赛，获得男子4×100米接力金牌。